# Oscilación antártica

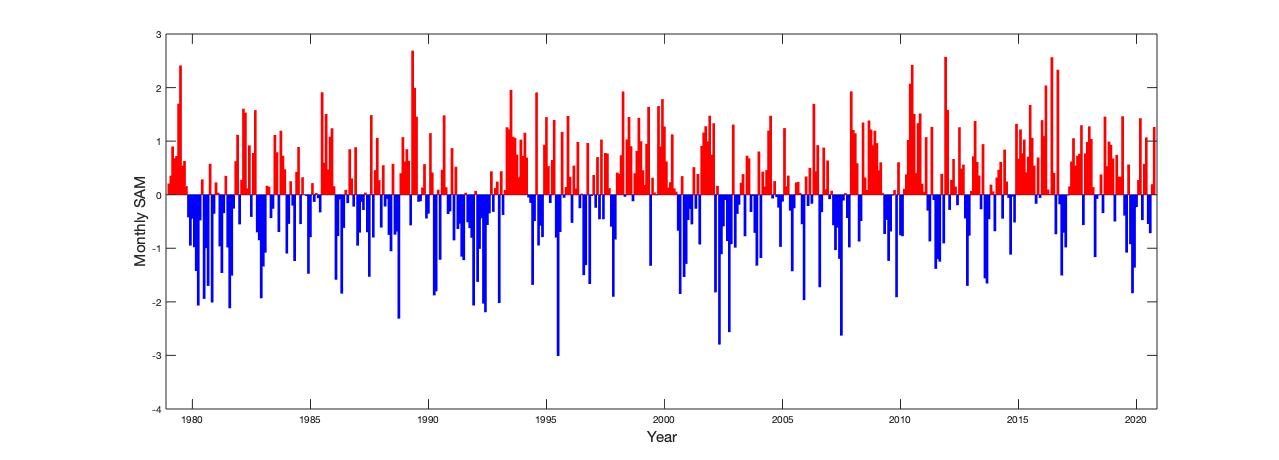
Valor del índice de Oscilación Antártica entre 1979 y 2020, datos procedentes de NOAA NCEP

La oscilación antártica (acrónimo AAO (en inglés), para distinguirla de la oscilación ártica o AO) es una variabilidad atmosférica de baja frecuencia del hemisferio Sur. También se la conoce como Modo Anular del Sur (SAM) o Modo Anular del Hemisferio Sur (SHAM); y, se define como un cinturón de vientos del oeste de baja presión, circundante a Antártida que se mueve hacia el norte o el sur en su modo de variabilidad.
En su fase positiva, este modo anular se contrae por el cinturón de vientos del oeste hacia Antártida; y, en su fase negativa implica este cinturón en movimiento hacia el ecuador.
En 2014, la Dra. Nerilie Abram utilizó una red de registros de testigos de hielo y de crecimiento de anillos de árboles sensibles a la temperatura, para reconstruir una historia de 1 milenio del "Modo Anular del Sur". Este trabajo sugiere que el "Modo Anular del Sur" se encuentra actualmente en su fase positiva más extrema durante al menos el último milenio, y que las tendencias positivas recientes en el SAM se atribuyen al aumento de los niveles de gases de efecto invernadero y más tarde al agotamiento del ozono estratosférico.